# Wolf Bachofner
Wolf Bachofner (* 4. července 1961, Vídeň) je rakouský divadelní a filmový herec, který se nejvíce proslavil svojí rolí komisaře Höllelera ze seriálu Komisař Rex.
V mládí absolvoval soukromou školu herectví ve Vídni, kam chodil na přednášky. V roce 1980 získal angažmá v divadle ve Vídni, ale po dvou letech se přestěhoval do Lince. Zde působil jako herec v Zemském divadle. Dalé působil v divadlech v Klagenfurtu, Frankfurtu a od roku 1997 v Hamburku. Od roku 2001 byl pravidelným hostem divadla v Hannoveru, kde hrál v inscenaci Višňový sad Antona Pavloviče Čechova.
Od roku 1984 se začal objevovat i na televizních obrazovkách. Ve filmu Der Nachabar si zahrál také s českou herečkou Danou Vávrovou.